# Omloop van het Waasland 1980
De 16e editie van de Belgische wielerwedstrijd Omloop van het Waasland vond plaats op 16 maart 1980. De start en finish vonden plaats in Kemzeke. De winnaar was Willem Peeters, gevolgd door Emiel Gysemans en Carlos Cuyle.

## Uitslag
| Omloop van het Waasland 1980 |                |                               |         |
| Plaats                       | Naam           | Ploeg                         | Tijd    |
| Winnaar                      | Willem Peeters | Safir-Ludo                    | 4u47'0" |
| 2                            | Emiel Gysemans | Mini Flat-Vermeer Thijs-Galli | z.t.    |
| 3                            | Carlos Cuyle   | Marc-Carlos-V.R.D.-Woningbouw | z.t.    |

1965 · 1966 · 1967 · 1968 · 1969 · 1970 · 1971 · 1972 · 1973 · 1974 · 1975 · 1976 · 1977 · 1978 · 1979 · 1980 · 1981 · 1982 · 1983 · 1984 · 1985 · 1986 · 1987 · 1988 · 1989 · 1990 · 1991 · 1992 · 1993 · 1994 · 1995 · 1996 · 1997 · 1998 · 1999 · 2000 · 2001 · 2002 · 2003 · 2004 · 2005 · 2006 · 2007 · 2008 · 2009 · 2010 · 2011 · 2012 · 2013 · 2014 · 2015 · 2016 · 2017 · 2018 · 2019 · 2020 · 2021 · 2022 · 2023 · 2024